# El encuentro (novela)
El encuentro es una novela de 2007 de la escritora irlandesa Anne Enright. Ganó el Premio Booker 2007.    
Aunque recibió críticas en su mayoría favorables en su primera publicación, las ventas de El encuentro habían sido modestas antes de que fuera nombrado uno de los seis libros de la lista de finalistas del Premio Booker en septiembre de 2007. Después de ganar el premio, las ventas se duplicaron con creces en comparación con aquellas antes del anuncio.    Enright describió el libro como "... el equivalente intelectual de un melodrama de Hollywood ". 
La novela traza el viaje interior de la narradora, intentando encontrar significado a acontecimientos pasados y presentes, y tiene lugar en Irlanda e Inglaterra. Su título hace referencia al funeral de Liam Hegarty, un alcohólico que se suicidó en el mar en Brighton. Su madre y ocho de los nueve hijos de Hegarty supervivientes se reúnen en Dublín para su velorio. 

## Trama
La narradora de la novela es Verónica, de 39 años, la hermana más cercana a Liam, quien analiza la problemática historia de su familia para tratar de encontrarle sentido a su muerte. Ella piensa que el motivo de su alcoholismo radicaba en algo que le sucedió en su infancia cuando se quedó en casa de su abuela, y descubre verdades incómodas sobre su familia.   
Veronica es una de los doce hijos de "Mammy" Hegarty, que sufre demencia. Mientras Bea, la hermana de Veronica, cuida de ella, Veronica viaja de Dublín a Brighton para recuperar el cuerpo de Liam. La narración se intercala con flashbacks de la vida de Veronica y la de su abuela, Ada Merriman. A la edad de 19 años, Ada se enamoró de Lambert Nugent pero se casó con su amigo Charles Spillane. En el tren a Brighton, Veronica recuerda que la enviaron junto con Liam y Kitty a vivir con Ada cuando era muy pequeña. Después de una serie de abortos espontáneos y tras una creciente demencia, Mammy no podía cuidar a sus hijos más pequeños. Verónica luego recuerda que Liam la sorprendió en el hospital el día que nació su hija Rebecca. Al recordar este grato recuerdo, Verónica intenta determinar la fecha en que Liam comenzó a beber, junto con la fecha en que se convirtió en un alcohólico en toda regla. 
El siguiente recuerdo de Verónica es el día antes de la muerte de Liam. Las dos hijas de Verónica preguntan cómo se conocieron ella y su padre, Tom. Tom es una especie de administrador de dinero o inversionista; Los detalles exactos de su trabajo no están claros para Verónica. Mientras cuenta la historia de su encuentro, omite la parte en la que Tom estaba con otra mujer en el momento de su noviazgo. Ella siente que a Tom no le importan los niños, que simplemente están en su camino. 
En la funeraria de Brighton, un empleado le dice a Verónica que debido a un asunto relacionado con el papeleo, tendrá que esperar 10 días para traer el cuerpo de Liam a su casa en Dublín. Los recuerdos de Veronica giran hacia su novio de la universidad, Michael Weiss. Cuando le dice a Michael que sospecha que Ada era una prostituta, él se alegra. Esto mortifica a Verónica. Recuerda un detalle anterior de Ada llevándola a ella, a Liam y a Kitty de pícnic, solo para terminar en un manicomio. La experiencia asusta a Liam y, a partir de ese momento, insiste en dormir junto a Verónica en la cama. Permanecen muy unidos hasta el último año de Verónica en la universidad. "Realmente pensé que debía haber un camino, y Liam se había desviado de él, y no iba a salir a buscarlo, no esta vez". 
Mientras Veronica lucha con la confiabilidad de sus recuerdos, decide finalmente compartir un recuerdo de la casa de Ada, uno que cree que explica los problemas posteriores de Liam en la vida: un día, se encuentra con Lambert Nugent, el antiguo novio de Ada, abusando sexualmente de Liam. Al recordar su tensa relación con Liam durante su edad adulta, Veronica lamenta no haber aceptado lo que vio hasta ahora. 
De vuelta en Dublín, Veronica y Tom tienen una pelea que hace que ella se vaya y camine hasta el pub. Entonces se da cuenta de que nunca le importó estar casada con Tom hasta la muerte de Liam. Diez días después, las autoridades liberan el cuerpo de Liam y lo envían a Dublín. Todos los hermanos de Veronica, aparte de su hermana Alice, se reúnen en casa de Mammy para el velorio. A medida que las viejas rivalidades entre hermanos salen a la superficie, Veronica bebe una cantidad enorme. Después de que ella hace una escena en la sala del frente, sus hermanos la envían a casa con Tom en un taxi. Allí, Veronica tiene relaciones sexuales con Tom en lo que, según ella, es "la última vez". De repente recuerda haber sostenido el pene de Lambert Nugent en su mano cuando era niña mientras Ada miraba desde la puerta. Después de culpar a Ada por toda la desgracia que le sucedió a Liam, Veronica finalmente concluye: "No sé nada más sobre Lambert Nugent; quién era y cómo Ada lo conoció; qué hizo o no hizo". 
En el funeral de Liam, Veronica y el resto de la familia conocen a la exnovia de Liam, Sarah, y a su hijo, Rowan. Luego Verónica conduce compulsivamente hasta el aeropuerto de Gatwick y se prepara para subir a un avión con destino a un destino aleatorio. Al final, lo piensa mejor y decide volver a su vida con Tom.

## Recepción
La página web bookbrowse.com se manifestó positivamente sobre la novela: "Mientras Enright traza la línea de traición y redención a lo largo de tres generaciones, su inteligencia distintiva tuerce el mundo una fracción y nos lo devuelve bajo una luz nueva e inolvidable. El encuentro es una epopeya familiar atrevida, ingeniosa y reveladora, aclarada a través de la mirada sin pestañear de Anne Enright. Es una novela sobre el amor y la desilusión, sobre cómo los recuerdos se deforman y los secretos se pudren, y cómo el destino está escrito en el cuerpo, no en las estrellas." 